# 国立病院機構香川小児病院
独立行政法人国立病院機構香川小児病院（どくりつぎょうせいほうじんこくりつびょういんきこうかがわしょうにびょういん）は、香川県善通寺市にあった医療機関。独立行政法人国立病院機構が運営していた病院である。小児専門病院であり、政策医療分野における循環器病、成育医療の基幹医療施設、がん、精神疾患、免疫異常、重症心身障害、内分泌・代謝性疾患、感覚器疾患、血液・造血器疾患、肝疾患の専門医療施設である。香川県初の総合周産期母子医療センターを有する。隣接地に香川県立善通寺養護学校があり、入院または通院しながら通学が可能である。
2013年5月1日に国立病院機構善通寺病院と、善通寺病院の地で統合され、『四国こどもとおとなの医療センター』となった。

## 沿革
- 1897年11月 - 第11師団衛戍病院として創設。
- 1945年12月1日 - 厚生省に移管、国立善通寺病院伏見病院として発足
- 1956年10月 - 国立善通寺病院から分離独立、国立香川療養所に改称。
- 1975年4月 - 国立療養所香川小児病院に改称。
- 2001年1月6日 - 厚生労働省に移管。
- 2004年4月1日 - 独立行政法人国立病院機構に移管、現名称に改称。
- 2005年12月1日 - 総合周産期母子医療センターの指定を受ける。
- 2013年 - 独立行政法人国立病院機構善通寺病院と統合され、廃院。

## 診療科
- 小児科
  - 新生児内科
  - 腎臓科
  - 血液・腫瘍科
  - 内分泌科
  - 代謝科
- 神経内科
- 循環器内科
- 呼吸器内科・アレルギー科
- 精神科
- 整形外科
- 形成外科
- 脳神経外科
- 心臓血管外科
- 小児外科
- 産婦人科
- 眼科
- 耳鼻咽喉科
- 麻酔科
- リハビリテーション科
- 放射線科
- 歯科

## 医療機関の指定等
- 保険医療機関
- 救急告示医療機関
- 労災保険指定医療機関
- 指定自立支援医療機関（更生医療・育成医療・精神通院医療）
- 身体障害者福祉法指定医の配置されている医療機関
- 精神保健指定医の配置されている医療機関
- 生活保護法指定医療機関
- 医療保護施設
- 結核指定医療機関
- 指定養育医療機関
- 戦傷病者特別援護法指定医療機関
- 原子爆弾被害者一般疾病医療取扱医療機関
- 公害医療機関
- 母体保護法指定医の配置されている医療機関
- 臨床研修指定病院
- エイズ治療拠点病院
- 特定疾患治療研究事業委託医療機関
- DPC対象病院
- 小児慢性特定疾患治療研究事業委託医療機関
- 総合周産期母子医療センター

## 周辺の施設
- 四国少年院
- 陸上自衛隊善通寺駐屯地

## 交通アクセス
- JR四国土讃線善通寺駅下車、タクシーで約5分。
- 高松自動車道善通寺インターチェンジより車で約10分。